# Trevélez
Trevélez là một đô thị trong tỉnh Granada, Tây Ban Nha.